# Fabriano (stacja kolejowa)
Fabriano (wł. Stazione di Fabriano) – stacja kolejowa w Fabriano, w regionie Marche, we Włoszech. Znajdują się tu 3 perony.